# HNK Šibenik
HNK Šibenik is een Kroatische voetbalclub uit Šibenik.
De club werd in 1932 opgericht. Na de onafhankelijkheid van Kroatië was de club medeoprichter van de Kroatische hoogte klasse. In het eerste seizoen werd de club laatste maar niemand degradeerde daar de competitie van 12 naar 16 clubs werd uitgebreid. Ook het volgende seizoen eindigde Šibenik onderaan de ladder maar opnieuw volgde geen degradatie door uitbreiding naar 18 clubs. In de volgende 2 seizoenen werd de competitie opnieuw verminderd naar 16 en dan 12 clubs, dit keer had Šibenik echter geluk door 13de en 9de te eindigen. De volgende seizoenen bleef de club in de middenmoot spelen. In 2003 degradeerde de club voor het eerst.
Na 3 seizoenen in de 2de klasse kon de club terugkeren naar het hoogste niveau voor het seizoen 2006/07. In 2012 volgde een nieuwe degradatie. Vanaf het seizoen 2013/2014 speelt HNK Šibenik in de 3. HNL - Zuid, na nog een degradatie. In 2015 keerde de club terug in de 2. HNL.

## Erelijst
- Kroatische beker

Finalist: 2010, 2023

## Eindklasseringen vanaf 1992
| Seizoen | Competitie     | Niveau | Eindstand | Beker       | Opmerking                                                   |
| ------- | -------------- | ------ | --------- | ----------- | ----------------------------------------------------------- |
| 1992    | 1. HNL         | I      | 12        | --          |                                                             |
| 1992/93 | 1. HNL         | I      | 16        | kwartfinale |                                                             |
| 1993/94 | 1. HNL         | I      | 13        | 8e finale   |                                                             |
| 1994/95 | 1. HNL         | I      | 9         | 8e finale   |                                                             |
| 1995/96 | 1. HNL         | I      | 7         | 8e finale   |                                                             |
| 1996/97 | 1. HNL         | I      | 7         | 1e ronde    |                                                             |
| 1997/98 | 1. HNL         | I      | 9         | 1e ronde    |                                                             |
| 1998/99 | 1. HNL         | I      | 8         | 8e finale   | Liga-topscorer: Joško Popović (21)                          |
| 1999/00 | 1. HNL         | I      | 9         | 8e finale   |                                                             |
| 2000/01 | 1. HNL         | I      | 7         | 8e finale   |                                                             |
| 2001/02 | 1. HNL         | I      | 11        | 8e finale   | pd-wedstrijden > NK Vukovar'91:0-0/4-3                      |
| 2002/03 | 1. HNL         | I      | 12        | 8e finale   |                                                             |
| 2003/04 | 2. HNL-Zuid    | II     | 4         | 1e ronde    |                                                             |
| 2004/05 | 2. HNL-Zuid    | II     | 4         | 1e ronde    |                                                             |
| 2005/06 | 2. HNL-Zuid    | II     | 1         | 1e ronde    | geen promotie play-off omdat NK Belišće geen licentie kreeg |
| 2006/07 | 1. HNL         | I      | 4         | 8e finale   |                                                             |
| 2007/08 | 1. HNL         | I      | 10        | 8e finale   |                                                             |
| 2008/09 | 1. HNL         | I      | 6         | 1e ronde    |                                                             |
| 2009/10 | 1. HNL         | I      | 4         | Finale      | < HNK Hajduk Split: 1-2/0-2                                 |
| 2010/11 | 1. HNL         | I      | 12        | 8e finale   |                                                             |
| 2011/12 | 1. HNL         | I      | 14        | 1e ronde    |                                                             |
| 2012/13 | 2. HNL         | II     | 4         | 1e ronde    | Geen licentie gekregen voor 2. HNL                          |
| 2013/14 | 3. HNL-Zuid    | III    | 2         | 1e ronde    |                                                             |
| 2014/15 | 3. HNL-Zuid    | III    | 1         | 8e finale   |                                                             |
| 2015/16 | 2. HNL         | II     | 2         | 8e finale   | pd-wedstrijden > NK Istra 1961: 1-1/1-1 (4-5 n.s.)          |
| 2016/17 | 2. HNL         | II     | 7         | 8e finale   |                                                             |
| 2017/18 | 2. HNL         | II     | 7         | 8e finale   |                                                             |
| 2018/19 | 2. HNL         | II     | 2         | 8e finale   | pd-wedstrijden > NK Istra 1961: 1-1/0-2                     |
| 2019/20 | 2. HNL         | II     | 1         | kwartfinale |                                                             |
| 2020/21 | 1. HNL         | I      | 6         | 8e finale   |                                                             |
| 2021/22 | 1. HNL         | I      | 8         | 8e finale   |                                                             |
| 2022/23 | 1. HNL         | I      | 10        | Finalist    | < HNK Hajduk Split: 0-2                                     |
| 2023/24 | 1. HNL         | II     | 1         | 1e ronde    |                                                             |
| 2024/25 | SuperSport HNL | I      | 10        | 8e finale   |                                                             |
| 2025/26 | 1. HNL         | II     | .         |             |                                                             |

## Šibenik in Europa
Uitslagen vanuit gezichtspunt HNK Šibenik
| Seizoen                                                    | Competitie    | Ronde | Land            | Club                 | Totaalscore | 1e W    | 2e W       | PUC |
| ---------------------------------------------------------- | ------------- | ----- | --------------- | -------------------- | ----------- | ------- | ---------- | --- |
| 2010/11                                                    | Europa League | 1Q    | Vlag van Malta  | Sliema Wanderers     | 3-0         | 0-0 (T) | 3-0 (U)    | 2.5 |
|                                                            |               | 2Q    | Vlag van Cyprus | Anorthosis Famagusta | 2-3         | 2-0 (U) | 0-3 nv (U) | 2.5 |
| Totaal aantal behaalde punten voor UEFA coëfficiënten: 2.5 |               |       |                 |                      |             |         |            |     |

Zie ook
- Deelnemers UEFA-toernooien Kroatië
- Ranglijst van alle clubs die in de diverse Europa Cups zijn uitgekomen

## Bekende (ex-)spelers
- Arijan Ademi (2007-2010)
- Slaven Bilić (1988-1989)
- Duje Ćaleta-Car (2012-2013)
- Tomislav Erceg (1990-1991)
- Mario Jurić (1995-1999), (2007)
- Nikola Kalinić (2006-2007)
- Ivica Križanac (1997-1998)
- Ante Rukavina (2004-2007)

BSK ·
Dubrava ·
Dugopolje ·
NK Jarun · 
NK Opatija ·
Orijent 1919 ·
Rudeš ·
NK Sesvete ·
Cibalia Vinkovci ·
HNK Vukovar '91 ·
Croatia Zmijavci ·
Zrinski Jurjevac